# ماچییو
ماچییو (به لاتین: Maciejew) یک روستا در لهستان است که در گمینا روزدراژو واقع شده‌است. ماچییو ۳۲۰ نفر جمعیت دارد.